# Ouadi Rimé (département)
Le département du Ouadi Rimé est un des six départements composant la province du Batha au Tchad. Son chef-lieu est Djedaa.

## Subdivisions
Le département du Ouadi Rimé compte deux sous-préfectures qui ont le statut de communes :
- Djedaa,
- Hidjelidjé.

## Histoire
Le département du Ouadi Rimé a été créé par l'ordonnance n° 038/PR/2018 portant création des unités administratives et des collectivités autonomes du 10 août 2018.
Il correspond aux anciennes sous-préfectures de Djedaa et de Hidjelidjé du département du Batha Ouest.

## Administration
Préfets du Ouadi Rimé (depuis 2018)
- nd.